# Abraham Meijer
Abraham Meijer, född 3 november 1744, död 29 augusti 1804 i Linköpings församling, var en svensk rådman, riksdagsledamot och politiker.

## Biografi
Abraham Meijer föddes 1744 och var son till sämskmakaren Christofer Meijer i Linköping. Han blev 1763 student vid Uppsala universitet och arbetade från 1774 som stadsfiskal i Linköping. Meijer blev 1777 rådman. Han avled 1804 i Linköpings församling.
Meijer var riksdagsledamot för borgarståndet i Linköping vid riksdagen 1786.